# Miquel Macià i Arqués
Miquel Macià Arqués (Vic, 1957) és un periodista català, editor del diari Nació Digital.
Al llarg de la seva vida professional ha col·laborat en nombrosos mitjans de premsa escrita com Tele/eXpres, El Temps, Userda i El País, entre d'altres. I en mitjans de televisió i ràdio com Canal 33, Televisió d'Osona-TVO, Canal Taronja o Ràdio Vic. Ha estat guardonat amb el Premi Actual de TV3 l'any 1991 pel reportage L'horror o el Premi Nacional de Comunicació de la Generalitat de Catalunya, l'any 2009 pel diari digital Osona.com.

## Biografia
Miquel Macià inicia la seva activitat social l'any 1973 integrant-se de forma organitzada a les activitats de la resistència clandestina contra la dictadura franquista, a partir del seu contacte a Vic amb Joaquim Capdevila i Anfruns, aleshores dirigent del PSUC. Un any més tard, el 1974 és expulsat de l'Institut de Vic pel seu activisme i el 1975, la direcció de l'institut impedeix la difusió d'un número de la revista estudiantil Tutitut, que havia estat clausurada, i que Macià dirigeix junt amb Joan Lagunas i Riera.
L'any 1978 entra a formar part de la primera redacció d'El 9 Nou i treballa també per El Periódico durant els dos primers anys d'existència d'aquest diari, entre 1978 i 1980. Entre els anys 1981 i 1983, Macià és cap de redacció del setmanari Ausona. Anys més tard, el 1989 funda el setmanari La Marxa de Catalunya, que dirigeix fins al juliol de 1995. És en aquest mateix any que constitueix l'empresa Serveis de Comunicació Global Aquitània SL, que seria l'editora dels mitjans del Grup Nació Digital, el primer dels quals és el diari digital territorial Osona.com, que neix el maig de 1996.
L'any 1991 s'integra al primer nucli de periodistes independentistes agrupats entorn Ramon Barnils i Folguera i dos anys més tard, el 1993, ingressa al Col·legi de Periodistes amb els avals signats per Josep Maria Huertas Claveria i Ramon Barnils i Folguera. Aquest nucli de periodistes va donar pas, l'any 2001, a la creació del Grup de Periodistes Ramon Barnils, després de la mort d'aquest.
Macià és també presentador i moderador del programa El debat a Televisió d'Osona-TVO entre 1993 i 1995. És creador i animador de la publicació impresa Lo Campanar de Sau, que va editar 43 números entre 1995 i 2003 d'un curiós experiment de model de periodisme rural vuitcentista. Entre els anys 1996 i 2002 és director del Butlletí Econòmic-Confidencial Osona, un servei informatiu de circulació privada. Des del 1998 i fins al 2004 és articulista setmanal de contraportada a El 9 Nou d'Osona. L'any 2009 és director i guionista de La comunitat del castell, un reportatge d'investigació històrica al Canal 33.
L'any 1999 és promotor de la campanya en defensa del patrimoni arquitectònic romànic de la vall de Sau. També és signant del manifest contra la celebració a la seu del Col·legi de Periodistes de l'acte de concessió d'una medalla a Carles Sentís i Anfruns, el febrer de 2009.

## Obres
Miquel Macià ha publicat diversos llibres de contingut periodístic i històric:
- Entre la boira i el desencís. La transició política a Vic (1970-1980). Edicions Catalanes Comarcals SA. Granollers, 1988.[8]
- L'expressió de la victòria. Un estudi sobre la construcció de la imatge i la comunicació de la independència de Catalunya. Vic, 1992.[8]
- La Catalunya catalana. Vic i el seu entorn: política, cultura i negocis. Editorial Flor del Viento. Barcelona, 1998.[8]
- Vic, de l'opulència a la crisi. Editorial Malhivern. La Garriga, 2008.[9]
- Ramon Tremosa, el sobiranisme necessari. Editorial Malhivern. La Garriga, 2009.[10]
- Esquerra a la cruïlla (obra col·lectiva). Editorial Malhivern. La Garriga, 2011.[11]

## Premis i reconeixements
- Premi Actual de TV3, el 1991, pel reportatge L'horror.[12]
- Premi Nacional de Comunicació 2009 de la Generalitat de Catalunya[1] en la categoria de proximitat pel diari digital Osona.com.